# Emeric Dudouit
Emeric Dudouit (Coutances, 7 settembre 1991) è un calciatore francese, difensore dell'Avranches.

## Carriera
Ha giocato nella seconda divisione francese.

## Statistiche

### Presenze e reti nei club
Statistiche aggiornate al 15 novembre 2021.
| Stagione            | Squadra             | Campionato          | Campionato | Campionato | Coppe nazionali | Coppe nazionali | Coppe nazionali | Coppe continentali | Coppe continentali | Coppe continentali | Altre coppe | Altre coppe | Altre coppe | Totale | Totale |
| Stagione            | Squadra             | Comp                | Pres       | Reti       | Comp            | Pres            | Reti            | Comp               | Pres               | Reti               | Comp        | Pres        | Reti        | Pres   | Reti   |
| ------------------- | ------------------- | ------------------- | ---------- | ---------- | --------------- | --------------- | --------------- | ------------------ | ------------------ | ------------------ | ----------- | ----------- | ----------- | ------ | ------ |
| 2012-2013           | Châteauroux         | L2                  | 8          | 0          | CF+CdL          | 0               | 0               |                    | -                  | -                  |             | -           | -           | 8      | 0      |
| 2013-2014           | Châteauroux         | L2                  | 6          | 0          | CF+CdL          | 0+1             | 0               |                    | -                  | -                  |             | -           | -           | 7      | 0      |
| 2014-2015           | Châteauroux         | L2                  | 18         | 0          | CF+CdL          | 2+1             | 0               |                    | -                  | -                  |             | -           | -           | 21     | 0      |
| Totale Châteauroux  | Totale Châteauroux  | Totale Châteauroux  | 32         | 0          |                 | 4               | 0               |                    | -                  | -                  |             | -           | -           | 36     | 0      |
| 2015-2016           | Les Herbiers        | N                   | 26         | 0          | CF              | 1               | 0               |                    | -                  | -                  |             | -           | -           | 27     | 0      |
| 2016-2017           | Tubize-Braine       | D2                  | 26         | 1          | CB              | 3               | 0               |                    | -                  | -                  |             | -           | -           | 29     | 1      |
| 2017-2018           | Tubize-Braine       | D2                  | 25         | 1          | CB              | 1               | 0               |                    | -                  | -                  |             | -           | -           | 26     | 1      |
| Totale Tubize       | Totale Tubize       | Totale Tubize       | 51         | 2          |                 | 4               | 0               |                    | -                  | -                  |             | -           | -           | 55     | 2      |
| 2018-2019           | Beerschot VA        | D1                  | 0+1        | 0          | CB              | 0               | 0               |                    | -                  | -                  |             | -           | -           | 1      | 0      |
| 2019-gen. 2020      | Beerschot VA        | D2                  | 8          | 0          | CB              | 1               | 0               |                    | -                  | -                  |             | -           | -           | 9      | 0      |
| Totale Beerschot VA | Totale Beerschot VA | Totale Beerschot VA | 9          | 0          |                 | 1               | 0               |                    | -                  | -                  |             | -           | -           | 10     | 0      |
| gen.-mag. 2020      | Dunkerque           | N                   | 5          | 0          |                 | -               | -               |                    | -                  | -                  |             | -           | -           | 5      | 0      |
| 2020-2021           | Dunkerque           | L2                  | 31         | 3          | CF              | 1               | 0               |                    | -                  | -                  |             | -           | -           | 32     | 3      |
| 2021-2022           | Dunkerque           | L2                  | 11         | 0          | CF              | 1               | 0               |                    | -                  | -                  |             | -           | -           | 12     | 0      |
| Totale Dunkerque    | Totale Dunkerque    | Totale Dunkerque    | 47         | 3          |                 | 2               | 0               |                    | -                  | -                  |             | -           | -           | 49     | 3      |
| Totale carriera     | Totale carriera     | Totale carriera     | 165        | 5          |                 | 12              | 0               |                    | -                  | -                  |             | -           | -           | 177    | 5      |